# جيفوسيران
جيفوسيران (Givosiran)، الذي يباع تحت الإسم التجاري جيفلااري (Givlaari)، هو دواء يستخدم لعلاج البورفيريا الكبدية الحادة (AHP).  يتم وصفه تحديدا للأشخاص الذين تزيد أعمارهم عن 11 عامًا [1]. و يعطى عن طريق الحقن تحت الجلد. 
تشمل الآثار الجانبية الشائعة لهذا العقار على: الألم في موقع الحقن و الغثيان و التعب.  قد تشمل الآثار الجانبية الأخرى الحساسية المفرطة و مشاكل الكلى و الكبد.  إنه عبارة عن RNA متداخل صغير (siRNA) يقلل من كمية إنزيم أمينوليفولينيك أسيد سينثيز 1 (ALAS1) وبالتالي يقلل من إنتاج جزيء الهيم.  
تمت الموافقة على استخدام جيفوسيران طبيًا في الولايات المتحدة في عام 2019 و بعدها في أوروبا في عام 2020.   ففي المملكة المتحدة، تكلف قارورة 189 مجم هيئة الخدمات الصحية الوطنية حوالي 4200 جنيه إسترليني اعتبارًا من عام 2021.  و تبلغ تكلفة هذا المقدار في الولايات المتحدة إلى حوالي 40700 دولار أمريكي. 